# 川原隆邦
川原 隆邦（かわはら たかくに、1981年5月31日 - ）は、和紙職人、経営者。
両親は共に富山県育ちではあるが、度々の転勤による引越しにより神奈川県・千葉県・インドネシアなどでの生活経験がある。18歳に富山県に引越している。本人は千葉県松戸市への想いが強く松戸出身を語る事がある。
2003年に富山県朝日町に伝わる伝統工芸、蛭谷和紙（びるだんわし）最後の継承者の故・米丘寅吉に師事、唯一の直系継承者となる。後に川原製作所を立上げた。
2009年日本民藝館展では、大賞に次ぐ日本民藝協会賞を受賞。28歳での日本民藝協会賞の受賞は初の二十代での受賞者となる。
2016年には日本青年会議所が主催する第30回人間力大賞ではグランプリとなる内閣総理大臣奨励賞と経済産業大臣奨励賞を受賞する。
2017年の国際北陸工芸サミットでは「U-50 国際北陸工芸アワード」の最優秀賞を獲得した。
2018年11月15日〜2019年3月3日ルーブル宮のパリ装飾美術館で行われるジャポニスム2018の公式イベントに参加。
2020年には虎ノ門に完成した東京虎ノ門スクエアの総合受付の壁面に約4m×10mの和紙ガラスの作品をおさめている。また、銀座線直結の地上階までのアプローチも和紙ガラスの作品で手掛けている。
2025年日本国際博覧会の迎賓館のエントランスのアート作品を担当している。